# Friedrich Rittelmeyer
Friedrich Rittelmeyer (* 5. Oktober 1872 in Dillingen an der Donau; † 23. März 1938 in Hamburg) war ein deutscher evangelischer Theologe und Pfarrer und später Anthroposoph sowie wesentlicher Begründer der Christengemeinschaft. Rittelmeyer war ab 1925 ihr erster „Erzoberlenker“.

## Biografie
Aufgewachsen im fränkischen Schweinfurt – sein Vater war dort evangelisch-lutherischer Pfarrer – war schon dem Kind klar, dass er später beruflich im Bereich Religion arbeiten wolle. Ab 1890 studierte Rittelmeyer an der Universität Erlangen und in Berlin evangelische Theologie und Philosophie. In Erlangen trat er zum Wintersemester 1890/91 der christlichen Studentenverbindung Uttenruthia im Schwarzburgbund bei. Bedeutendste Lehrer waren Adolf von Harnack und Julius Kaftan, später Oswald Külpe, der ihn zur Dissertation über Friedrich Nietzsche anregte.
Anschließend an das Studium führte eine Bildungsreise zu Begegnungen mit Theologen und sozial engagierten Pfarrern seiner Zeit (was zu seiner Betonung des „Tatchristentums“ führte), auch mit der Herrnhuter Brüdergemeine. Von 1895 bis 1902 als Stadtvikar an der neugebauten Johannis-Kirche in Würzburg tätig, übernahm er ab 1903 die Pfarrstelle des Nachmittagspredigers an der Heilig-Geist-Kirche in Nürnberg. Dort heiratete er am 5. April 1904 Julie Kerler. Mit Christian Geyer (1862–1929), dem Hauptprediger der Sebalduskirche, arbeitete Rittelmeyer eng zusammen. Zwei gemeinsame Predigtbände sind daraus entstanden. Um 1910 führten beide eine Auseinandersetzung mit der bayerischen Kirchenleitung für eine liberale Interpretation von Bibel und Bekenntnis.
1916 wurde Rittelmeyer an die Neue Kirche nach Berlin berufen, wo er als Prediger wirkte. Zunächst auch von nationaler Begeisterung erfasst, wurde er bald zum Kriegsgegner und unterzeichnete mit vier anderen Berliner Theologen anlässlich des Reformationsgedächtnisses (Oktober 1917) einen Aufruf zu Frieden und Verständigung.
Der Nürnberger Volksschullehrer Michael Bauer hatte Rittelmeyer um 1910 eine erste Begegnung mit Rudolf Steiner, dem Begründer der Anthroposophie, vermittelt. Die Begegnung und Auseinandersetzung mit Person und Werk Steiners beschrieb Rittelmeyer in Meine Lebensbegegnung mit Rudolf Steiner. Nachdem er sein Pfarramt aufgegeben hatte, vollzog Rittelmeyer im September 1922 in der sich begründenden Christengemeinschaft die ersten Kultushandlungen (Priesterweihe der Begründenden und Altarsakrament). Er wurde der erste „Erzoberlenker“ der „Bewegung für religiöse Erneuerung“ (Selbstbezeichnung der Christengemeinschaft) und war bei ihrem Aufbau von Stuttgart aus bis zu seinem Lebensende leitend tätig. In der Zeit des Nationalsozialismus vollzog Rittelmeyer laut dem Biographen Gerhard Wehr eine Gratwanderung zwischen kritischer geistiger Auseinandersetzung mit dem Nationalsozialismus in zahlreichen Veröffentlichungen einerseits und Anpassung, um den Bestand der Christengemeinschaft zu ermöglichen.

## Veröffentlichungen

### Originalausgaben (Auswahl)
- Friede und Kraft. Sieben Predigten, der Würzburger evangelischen Gemeinde als Abschiedsgabe gewidmet, 1902.
- Friedrich Nietzsche und das Erkenntnisproblem. Ein monographischer Versuch, Diss. Leipzig 1903.
- Gott und die Seele. Ein Jahrgang Predigten (mit Christian Geyer), Kerler, Ulm 1906.
- Der Pfarrer. Erlebtes und Erstrebtes. Kerler, Ulm 1909.
- Was will Johannes Müller? Kurze Darstellung und Würdigung. Beck, München 1910.
- Leben aus Gott. Neuer Jahrgang Predigten (mit Christian Geyer), Kerler, Ulm 1911.
- Friedrich Nietzsche und die Religion. Vier Vorträge, Kerler, Ulm 1911.[7]
- Jesus. Ein Bild in vier Vorträgen, Kerler, Ulm 1912.
- Christ und Krieg. Predigten aus der Kriegszeit, Kaiser, München 1916.
- Von der Theosophie Rudolf Steiners. Phil.-anthr. Verlag, Berlin 1917.
- Zur innersten Politik. Kaiser, München 1919.
- Die deutsche Not im Licht Jesu. Acht Kanzelreden über die Seligpreisung. Kaiser, München 1919.
- Tatchristentum. Sieben Kanzelreden über die Wunden Jesu, Kaiser, München 1921.
- Christus für uns. Drei Kanzelreden, Kaiser, München 1922.
- Zur religiösen Erneuerung (mit Emil Bock), Verlag der Christengemeinschaft, Stuttgart 1922.
- Welterneuerung. Verlag der Christengemeinschaft, Stuttgart 1923.
- Die Christengemeinschaft. Verlag der Christengemeinschaft, Stuttgart 1925.
- Luther – was er uns ist und nicht ist. Verlag der Christengemeinschaft, Stuttgart 1925.
- Vom Johanneischen Zeitalter. Verlag der Christengemeinschaft, Stuttgart 1925.
- Christus und die Gegenwart. Verlag der Christengemeinschaft, Stuttgart 1926.
- Der kosmische Christus. Verlag der Christengemeinschaft, Stuttgart 1926.
- Die Menschenweihehandlung. Verlag der Christengemeinschaft, Stuttgart 1926.
- Vom Tod Christi. Verlag der Christengemeinschaft, Stuttgart 1927.
- Meine Lebensbegegnung mit Rudolf Steiner. Verlag der Christengemeinschaft, Stuttgart 1928.
  - 12., veränd. A. 2007, ISBN 978-3-87838-277-5.
- Was will die Christengemeinschaft? Verlag der Christengemeinschaft, Stuttgart 1928.
- Der Ruf der Gegenwart nach Christus. Verlag der Christengemeinschaft, Stuttgart 1928.
- Meditation. Zwölf Briefe über Selbsterziehung. Verlag der Christengemeinschaft, Stuttgart 1929.
  - 14. A. 2002, ISBN 3-87838-117-4.
- Sünde und Gnade. Verlag der Christengemeinschaft, Stuttgart 1929.
- Gott und die Engel. Verlag der Christengemeinschaft, Stuttgart 1929.
- Theologie und Anthroposophie. Eine Einführung. Verlag der Christengemeinschaft, Stuttgart 1930.
- Das heilige Jahr. Hilfe zur inneren Belebung der Jahreszeiten. Verlag der Christengemeinschaft, Stuttgart 1930.
- Wiederverkörperung im Lichte des Denkens, der Religion, der Moral. Verlag der Christengemeinschaft, Stuttgart 1931.
- Der Deutsche in seiner Weltaufgabe zwischen Rußland und Amerika. Verlag der Christengemeinschaft, Stuttgart 1932.
- Rudolf Steiner als Führer zu neuem Christentum. Verlag der Christengemeinschaft, Stuttgart 1933.
- Deutschtum. Verlag der Christengemeinschaft, Stuttgart 1934.
- Das Vaterunser als Menschwerdung. Verlag der Christengemeinschaft, Stuttgart 1935.
  - neu als Das Vaterunser. Ein Weg zur Menschwerdung. 6. A. 1990, ISBN 3-87838-415-7.
- Christus. Urachhaus, Stuttgart 1936.
- Aus meinem Leben. Urachhaus, Stuttgart 1937.
  - Neuausgabe 1986, ISBN 3-87838-473-4.
- Menschen untereinander, Menschen füreinander. Worte von Friedrich Rittelmeyer, hg. v. Harro Rückner, Urachhaus, Stuttgart 1937.
  - 4. A. 1987, ISBN 3-87838-510-2.
- Gemeinschaft mit den Verstorbenen. Vier Aufsätze, Urachhaus, Stuttgart 1938.
  - 9. A. 1983, ISBN 3-87838-114-X.
- Fragen und Antworten zur Einführung in die Christengemeinschaft. Urachhaus, Stuttgart 1938.

### Postum veröffentlichte Schriften
- Briefe über das Johannesevangelium. Mit einer Übersetzung des Johannesevangeliums, Urachhaus, Stuttgart 1938
  - 4. A. 1999, ISBN 3-87838-113-1.
- Lebenshilfe. Acht Aufsätze, Urachhaus, Stuttgart 1938
- Ich bin das Leben. Urachhaus, Stuttgart 1940
- Impulse der Gegenwart. Aufsätze, Urachhaus, Stuttgart 1940
- Andacht. Urachhaus, Stuttgart 1955
- Ich bin. Reden und Aufsätze über die sieben „Ich bin“-Worte des Johannesevangeliums. Urachhaus, Stuttgart 1956
  - 3. A. 1992, ISBN 3-87838-474-2.
- Einen leuchtenden Kern im Inneren schaffen. Aphorismen zur Selbsterziehung. Hg. v. Christoph Rau, Urachhaus, Stuttgart 1992
  - Neuausgabe als: Schaffe in dir eine lichte Welt. Lebensweisheiten. Hg. v. Christoph Rau, Urachhaus, Stuttgart 2005, ISBN 3-8251-7722-X.

### Als Herausgeber
- Vom Lebenswerk Rudolf Steiners. Eine Hoffnung neuer Kultur. Kaiser, München 1921